# 戦っている国へ

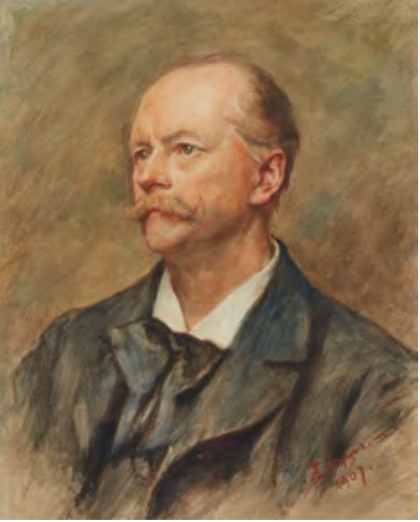
アンリ・デュパルク

『戦っている国へ』（たたかっているくにへ、フランス語: Au pays où se fait la guerre）、アンリ・デュパルクが1869年から1870年にかけて作曲した歌曲（ヘ短調）で、テオフィル・ゴーティエの詩『ロマンス』に作曲された。本作はメゾソプラノ向けに作曲されている。1872年に初演された。なお、『戦争をやっている国へ』や『戦いのある国へ』と表記されることもある。

## 概要
1876年には『亡き人』（L’Absence）と題して演奏され、1880年に現在の題名に改名された。元々は破棄された未完のオペラ『ルサルカ』の楽曲の一部として作曲されたが、オペラが破棄されたため、現在の歌曲に転用されている。1876年の作曲者自身により管弦楽伴奏版が作曲され、1891年から1893年にかけて管弦楽伴奏版の最終改訂がなされている。
スティーブンスによれば「本作は個性が際立って目につく作品であり、これは詩の表す淋しい不安な期待の心象、つまり、恋人が他国で離れて戦っている少女の不安を、素朴だが強烈な表現で、見事に表している」。
井上さつきによれば「デュパルクは『悲しき歌』（1868年）を皮切りに、1884年までに作曲された17曲のメロディによって、後世に大きな影響を与えている。その作風は、ガブリエル・フォーレの抑制とは異なる、表現の強さがある」。デュパルクの業績は大変個性的なものであったのである。
なお、デュパルク以後のフランス近代歌曲では、ピアノは単なる歌の伴奏ではなく、歌と互角に対峙する存在となる。両者はそれぞれの個性を持ち、対話を交わし、応答し合うようになるのである。

## 楽曲

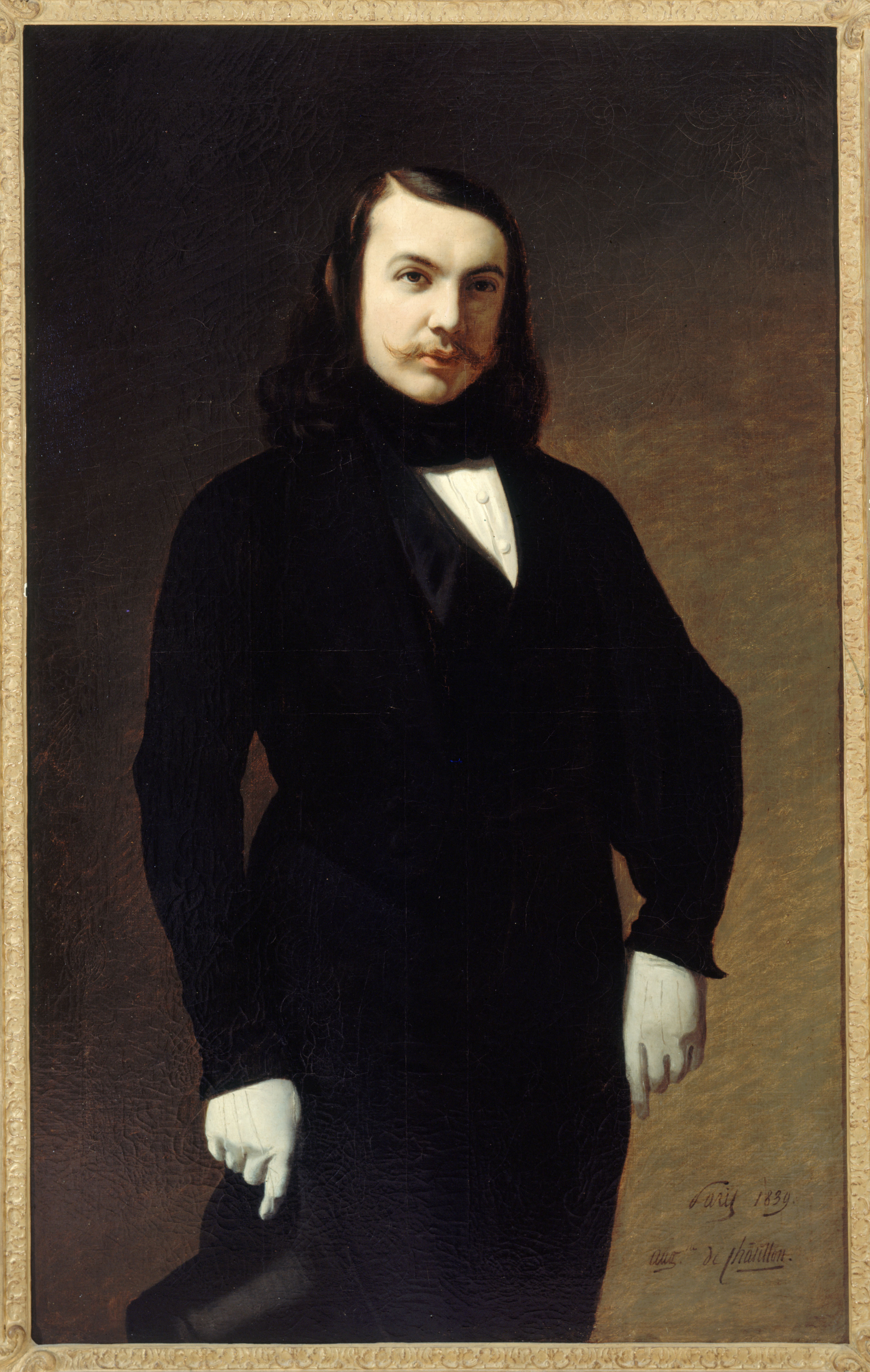
ゴーティエ

デュパルクのスタイルのある要素は、師匠のセザール・フランクから受継がれた半音階の多い構成や深みのある表現こうしたことと結合して、大変個性的なメロディの才能、作曲するために選んだ詩の意味や精神を大変多感に映し出すという音楽的直感があった。
本作はAA´BAの形にまとめられており、冒頭の中世の雰囲気を伝えるテーマがこの比較的長い曲を統一している。A´はAの変化したもので幾分軽快に歌われ、ピアノの音の流れが魅力的である。心の不安な気持ちを伝えるピアノの怪しげに震える音と共に、Bがややオペラ風に始まり、すぐに先のテーマがピアノに淋しく現れると、曲はすぐに平静さを取り戻すが、これは彼女が夫の帰りをいつも待ち焦がれていながら、その期待が裏切られるのに慣れてしまったことを表しているかのようである。最後はAが高潮して歌われ、留守を預かる妻の切なく健気な思いを描き出す。

## 管弦楽伴奏版の楽器編成
- 木管楽器：フルート2、オーボエ1、クラリネット2、コール・アングレ1、バスーン2
- 金管楽器：トランペット１、ホルン4
- ティンパニ1
- 弦5部

## 歌詞
I.

Au pays où se fait la guerre,

Mon bel ami s’en est allé ;

Il semble à mon cœur désolé

Qu’il ne reste que moi sur terre !

En partant, au baiser d’adieu,

Il m’a pris mon âme à ma bouche.

Qui le tient si longtemps ? mon Dieu !

Voilà le soleil qui se couche,

Et moi, toute seule en ma tour,

J’attends encore son retour.

II.

Les pigeons, sur le toit, roucoulent,

Roucoulent amoureusement,

Avec un son triste et charmant ;

Les eaux sous les grands saules coulent.

Je me sens tout près de pleurer ;

Mon cœur comme un lis plein s’épanche

Et je n’ose plus espérer.

Voici briller la lune blanche,

Et moi, toute seule en ma tour,

J’attends encore son retour.

III.

Quelqu’un monte à grands pas la rampe,

Serait-ce lui, mon doux amant ?

Ce n’est pas lui, mais seulement

Mon petit page avec ma lampe.

Vents du soir, volez, dites-lui

Qu’il est ma pensée et mon rêve,

Toute ma joie et mon ennui.

Voici que l’aurore se lève,

Et moi, toute seule en ma tour,

J’attends encore son retour.
I.

戦いをしている国へ

いとしいひとは行ってしまった

わたしの悲しいおもい、それは

彼にはこの世でわたししかいないこと。

出て行くときの別れのくちづけで

彼は私の魂を奪い

なんと永くそうしていたことか

さあ、太陽が沈む、

わたしはたったひとり、塔の中で

まだ彼の帰りを待っている。

II.

屋根の上に鳩が鳴く、

それは恋しさのあまり、

悲しそうにそしてかわいらしい声で；

水は大きな柳の下を流れている。

わたしはもう少しで泣くところ

心は咲いた百合のように流露して

もう期待する気力もない。

ほら、白い月が輝く、

わたしはたったひとり、塔の中で

まだ彼の帰りを待っている。

III.

誰かが、大きな歩みで階段を昇ってくる

彼だろうか、いとしいひと？

それはかれではなくて、

灯りを持った召使いだった・・・・

夕べの風よ、飛んできておくれ、

彼はわたしの憩い、わたしの夢、

わたしのすべての喜び、そして悲しみであると、

さあ、あかつきがやってきた。

わたしはたったひとり、塔の中で

まだ彼の帰りを待っている。

## 演奏時間
5分から6分。